# Korsarz
Uzasadnienie:  Terminy "korsarz" i "kaper" to w j. polskim synonimy (por. encyklopedia i słownik PWN). Oba hasła polskiej Wikipedii podają dublującą się definicję. Pozostałe wersje językowe stwierdzają że "korsarz" to określenie "francuskiego kapra".

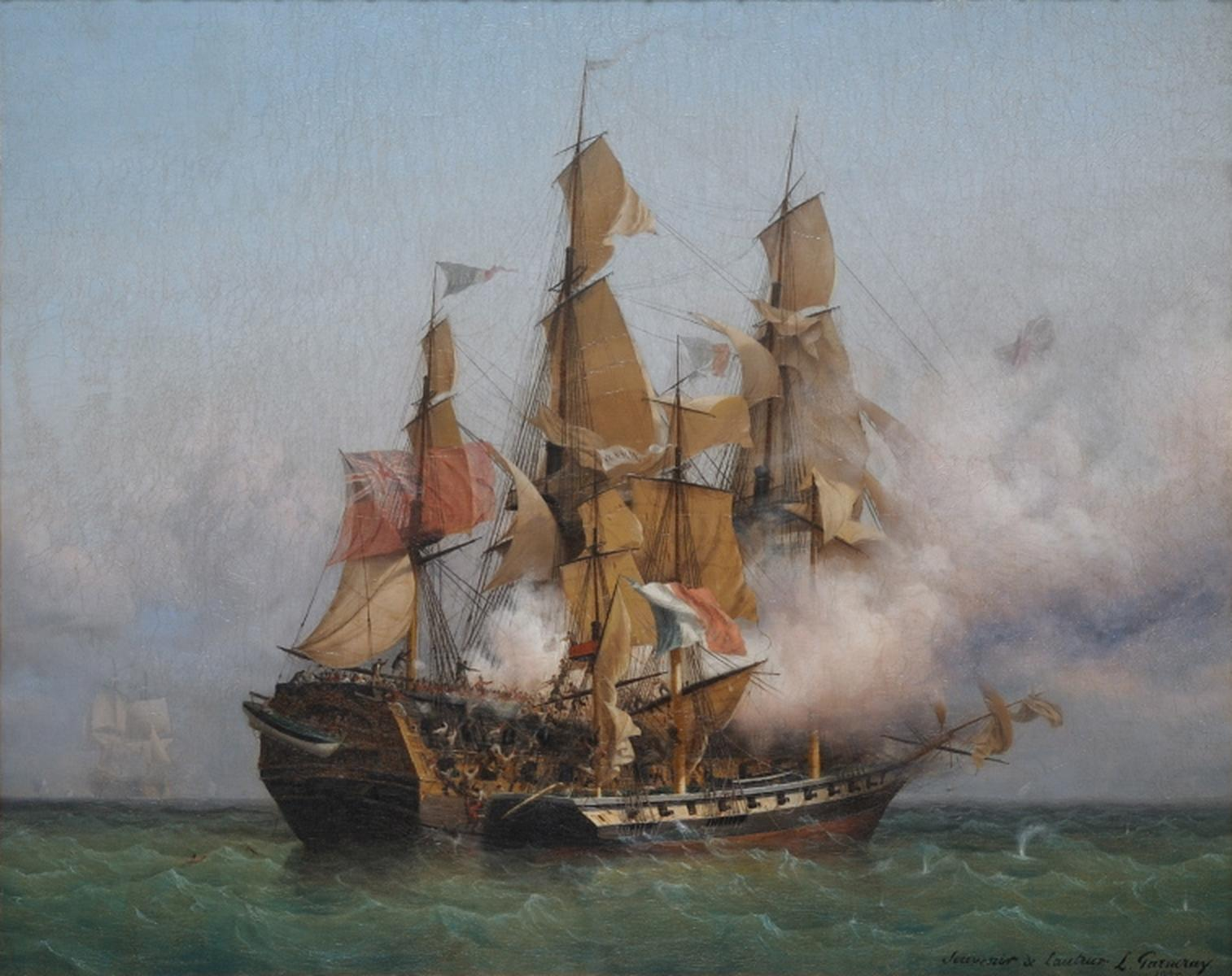
Brytyjski statek „Kent” kontra francuski korsarz Robert Surcouf w październiku 1800 roku, mal. Ambroise Louis Garneray

Korsarz (ang. corsair, privateer) – kapitan prywatnego okrętu prowadzący działania wojenne w imieniu władcy na podstawie wystawionego przez niego listu kaperskiego. Korsarz nie otrzymuje żołdu, a jego wynagrodzenie stanowią zdobyte na przeciwniku łupy. W przeciwieństwie do pirata, korsarz prowadził legalną działalność usankcjonowaną prawnie. Zdarzało się jednak, że korsarze zajmowali się również nielegalnym piractwem.
Dzięki korsarzom władca mógł razić flotę handlową przeciwnika, nie wydając pieniędzy ze skarbca na marynarkę wojenną. Przyznawany list kaperski dawał korsarzowi prawo do pływania pod banderą swojego mocodawcy, oraz do wpływania do jego portów, co umożliwiało sprzedaż łupów i ewentualny remont jednostki. Co do zasady nie ograniczano się do przejęcia ładunku, który rzadko był cenny i łatwy do zabrania, ale zdobycz stanowił cały statek, doprowadzany do portu jako pryz.
Korsarstwo najsilniej wspierała Francja (XVI–XVII w.), choć najbardziej znani korsarze byli Anglikami. Korsarstwo uprawiane było często przez zajmujących się tym stale armatorów lub ich spółki, np. francuski kaper François Thurot wystawił w latach 40. i 50. XVIII wieku 44 żaglowce korsarskie. Zdaniem Krzysztofa Gerlacha, „w każdym narodzie prowadzącym w XVIII lub XIX w. wojnę z Wielka Brytanią rodziła się naturalna tendencja do wysyłania w morze licznych korsarzy”, co spowodowane było najliczniejszą brytyjską flotą handlową, uzależnieniem Wielkiej Brytanii od handlu morskiego oraz jej najsilniejszą marynarką Royal Navy. Między innymi, podczas amerykańskiej wojny o niepodległość, mieszkańcy kolonii w Ameryce Północnej wyekspediowali przeciw żegludze brytyjskiej około 2000 okrętów korsarskich. Zdarzało się, że państwa współpracowały też nieformalnie z piratami, którzy jednak nie mogli cieszyć się poparciem państwowym.
Okręty korsarskie zazwyczaj wybierano lub budowano specjalnie pod względem szybkości, za czym szły na ogół umiarkowane rozmiary, mała pojemność ładowni i względnie słabe uzbrojenie, gdyż musiały one móc dogonić statki handlowe oraz uciekać przed silniejszymi okrętami. Z racji lekkiej budowy, zwykle były jednak wolniejsze od okrętów w trudnych warunkach morskich. Dzięki możliwości legalnej budowy i jej finansowania, mogły być bardziej wyspecjalizowane do zwalczania żeglugi od statków piratów, którzy na ogół mogli korzystać jedynie z tego, co mieli dostępne. Korsarskie żaglowce mogły być również wynajmowane oficjalnie od państwa z jego marynarki wojennej. Podobną ideę do korsarstwa stanowiły budowane przez państwo okręty do zwalczania żeglugi, działające jako rajdery, lecz w epoce żagla bywały one większe, silniejsze od okrętów przeciwnika i wymagające licznych załóg, stąd nie były wykorzystywane przez prywatnych korsarzy z uwagi na koszty.
W 1856 r. państwa europejskie w Deklaracji paryskiej oficjalnie wyrzekły się stosowania korsarstwa.